# Santa Croce (negyed)
A Santa Croce negyed (olaszul Sestiere di Santa Croce, velenceiül Sestièr de Santa Cróxe) Velence Venezia-Murano-Burano községének kisebb közigazgatási egysége a város történelmi központjában. A város északkeleti részén fekszik, a San Polo illetve a Dorsoduro negyedek mellett. Összeköti a vízre emelt Velencét  a szárazfölddel, mivel itt található a Piazzale Roma. A negyedet a Santa Croce kolostorról nevezték el, melyet a második francia megszállás alkalmával, 1810-ben romboltak le.

## Híres utcái, terei és hídjai
Calle della Regina: a velencei nemesi családból származó Cornaro Katalin élt itt, aki Ciprus királynéja lett és a szigetet a Köztársaságnak adta.

## Nevezetességei
- Templomok: San Giacomo dell'Orio, San Simeone Profeta, San Stae, San Zandegolà, Sant'Andrea della Zirada, Santa Maria Mater Domini, Tolentini- templom és kolostora
- Kereskedőház: Fontego dei Turchi vagy Fondaco dei Turchi (Török Kereskedők Háza)

## Érdekességek
- A Canal Grande felett a Santa Croce negyedben épül az a modern híd, amelyet Santiago Calatrava spanyol építész tervezett.